# Fair Lawn
Fair Lawn es un borough ubicado en el condado de Bergen en el estado estadounidense de Nueva Jersey. En el año 2010 tenía una población de 32.457 habitantes y una densidad poblacional de 2,438.2 personas por km².

## Geografía
Fair Lawn se encuentra ubicado en las coordenadas 40°56′2″N 74°07′03″O / 40.93389, -74.11750.

## Demografía
Según la Oficina del Censo en 2007 los ingresos medios por hogar en la localidad eran de $90,124 y los ingresos medios por familia eran $103,809. Los hombres tenían unos ingresos medios de $56,798 frente a los $41,300 para las mujeres. La renta per cápita para la localidad era de $32,273. Alrededor del 3.7% de la población estaba por debajo del umbral de pobreza.